# Acropora glauca
Acropora glauca е вид корал от семейство Acroporidae. Видът е почти застрашен от изчезване.

## Разпространение и местообитание
Разпространен е в Австралия, Американска Самоа, Бангладеш, Йемен, Индия, Индонезия, Кирибати, Мадагаскар, Малайзия, Мианмар, Мозамбик, Нова Каледония, Оман, Острови Кук, Папуа Нова Гвинея, Питкерн, Провинции в КНР, Самоа, Тайван, Тайланд, Фиджи, Филипини, Френска Полинезия, Южна Африка и Япония.
Среща се на дълбочина от 2 до 6,5 m, при температура на водата около 25,6 °C и соленост 35,2 ‰.

## Описание
Популацията им е намаляваща.